# Réseau (sous-groupe discret)
 (décembre 2015).
Si vous disposez d'ouvrages ou d'articles de référence ou si vous connaissez des sites web de qualité traitant du thème abordé ici, merci de compléter l'article en donnant les références utiles à sa vérifiabilité et en les liant à la section « Notes et références ».
Pour les articles homonymes, voir Réseau (homonymie).
En théorie des groupes le terme réseau désigne un sous-groupe {\displaystyle \Gamma } d'un groupe topologique localement compact {\displaystyle G} vérifiant les conditions suivantes : 
- {\displaystyle \Gamma } est discret dans {\displaystyle G}, ce qui est équivalent à la condition qu'il existe un voisinage ouvert {\displaystyle U} de l'identité {\displaystyle \mathrm {Id} } de {\displaystyle G} tel que {\displaystyle \Gamma \cap U=\{\mathrm {Id} \}} ;
- {\displaystyle \Gamma } est de covolume fini dans {\displaystyle G}, c'est-à-dire qu'il existe sur l'espace quotient {\displaystyle G/\Gamma } une mesure Borélienne de masse totale finie et invariante par {\displaystyle G} (agissant par translations à droite).
- Un réseau est dit uniforme quand le quotient {\displaystyle G/\Gamma } est compact.

On dit alors que {\displaystyle \Gamma } est un réseau de {\displaystyle G}. L'exemple le plus simple (et l'origine de la terminologie) est celui des groupes abéliens : le sous-groupe {\displaystyle \mathbb {Z} ^{d}\subset \mathbb {R} ^{d}} est un réseau uniforme (voir aussi : Réseau (géométrie)).
Le cadre classique pour étudier cette notion est celui des groupes de Lie : la notion de réseau a été originellement  développée pour extraire les propriétés essentielles des groupes arithmétiques.

## Généralités
Tous les groupes topologiques ne possèdent pas de réseau. Il est facile de vérifier qu'un groupe localement compact contenant un réseau est nécessairement unimodulaire, ce qui n'est pas vrai de tous les groupes : un exemple simple de groupe non-unimodulaire est le groupe des matrices triangulaires supérieures.
Il est plus difficile de construire des groupes unimodulaires ne contenant pas de réseau : des exemples sont donnés par certains groupes nilpotents de matrices.
Enfin, il existe même des groupes topologiques simples (ce qui implique immédiatement qu'ils sont unimodulaires) ne contenant pas de réseau.

## Groupes de Lie semi-simples

### Groupes arithmétiques
Un théorème d'Armand Borel affirme que tout groupe de Lie semi-simple contient des réseaux uniformes et non-uniformes. La construction repose sur les groupes arithmétiques, qui sont construits de la manière suivante. Tout groupe de Lie réel {\displaystyle G} peut s'écrire comme l'ensemble des points réels d'un groupe algébrique {\displaystyle \mathrm {G} } défini sur {\displaystyle \mathbb {Q} }. L'idée de la construction est que le sous-groupe {\displaystyle \mathrm {G} (\mathbb {Z} )} est un réseau dans {\displaystyle G}. La définition exacte plus technique : 
Définition — Un sous-groupe {\displaystyle \Gamma \subset G} est un sous-groupe arithmétique s'il existe : 
- un {\displaystyle \mathbb {Q} }-groupe algébrique {\displaystyle \mathrm {G} } et un plongement {\displaystyle \rho :\mathrm {G} \hookrightarrow \mathrm {GL} _{n}} ;
- un morphisme surjectif {\displaystyle \pi :\mathrm {G} (\mathbb {R} )\to G} tels que {\displaystyle \pi \left(\rho ^{-1}\mathrm {GL} _{n}(\mathbb {Z} )\right)} et {\displaystyle \Gamma } soient commensurables (i.e. leur intersection est d'indice finie dans chacun).

Un théorème difficile dû à Borel et Harish-Chandra, affirme que si {\displaystyle G} est semisimple alors un tel sous-groupe {\displaystyle \Gamma } est toujours un réseau. La preuve du théorème de Borel consiste alors en la construction de sous-groupes arithmétiques dans tous les groupes réels.
En pratique on utilise la restriction des scalaires de Weil pour construire des groupes arithmétiques.

### Réseaux non-arithmétiques
Dans certains groupes de Lie on peut construire d'autres réseaux que les sous-groupes arithmétiques. Un cas flagrant est {\displaystyle G=\mathrm {SL} _{2}(\mathbb {R} )} ou les réseaux admettent des espaces de déformations (voir Espace de Teichmüller). Le groupe {\displaystyle G=\mathrm {SL} _{2}(\mathbb {C} )} contient des réseaux non-arithmétiques obtenus à partir du théorème de chirurgie de Dehn hyperbolique de William Thurston. Des constructions existent aussi pour les groupes orthogonaux {\displaystyle \mathrm {SO} (n,1),\,n\geq 4} et pour les groupes unitaires {\displaystyle \mathrm {SU} (2,1),\,\mathrm {SU} (3,1)}.

### Théorème d'arithméticité de Margulis
Un théorème spectaculaire dû à Grigori Margulis (amélioré plus tard par Kevin Corlette et Gromov--Schoen) affirme que dans tout groupe de Lie simple {\displaystyle G} qui n'est pas isogène à l'un des groupes {\displaystyle \mathrm {SO} (n,1),\,\mathrm {SU} (n,1),\,n\geq 2} tout réseau est en fait arithmétique. Dans {\displaystyle \mathrm {SO} (n,1)}, il existe une infinité de réseaux non arithmétiques deux-à-deux non commensurables. Dans {\displaystyle \mathrm {SU} (n,1)}, la question reste ouverte. En 2023, on ne connaît qu'un nombre fini de classes de commensurabilité de réseaux non-arithmétiques lorsque {\displaystyle n=2} et {\displaystyle n=3}.

## Autres groupes

### Groupes algébriques sur les corps locaux
Si {\displaystyle F} est un corps local et {\displaystyle \mathrm {G} } un {\displaystyle F}-groupe algébrique semisimple on peut construire des réseaux de {\displaystyle \mathrm {G} (F)} en utilisant les groupes {\displaystyle S}-arithmétiques. Le théorème d'arithméticité de Margulis est aussi valide dans ce cadre.

### Groupes d'automorphismes d'arbres
Si {\displaystyle {\mathcal {T}}} est un arbre régulier alors le groupe des automorphismes {\displaystyle \mathrm {Aut} ({\mathcal {T}})} est un groupe localement compact (pour la topologie ouverte-fermée) contenant de nombreux réseaux.
On peut aussi étudier des sous-groupes fermés cocompacts de {\displaystyle \mathrm {Aut} ({\mathcal {T}})}. Ces derniers contiennent des réseaux s'ils sont unimodulaires et cocompacts.

## Propriétés intéressantes

### Propriété(T)de Kazhdan
Un réseau d'un groupe localement compact {\displaystyle G} a la propriété {\displaystyle (T)} si et seulement si le groupe {\displaystyle G} l'a lui-même. Comme les groupes de Lie simples de rang supérieur ont la propriété {\displaystyle (T)} leurs réseaux donnent des exemples de groupes discrets ayant cette propriété.
Une application de ces résultats est la construction de graphes expanseurs via les graphes de Cayley de leurs quotients finis.

### Rigidité
Le théorème de rigidité de Mostow-Prasad affirme que tout isomorphisme entre réseaux de groupes de Lie (à l'exception de {\displaystyle \mathrm {SL} _{2}(\mathbb {R} )} provient d'un isomorphisme entre les groupes de Lie eux-mêmes (ce théorème a été démontré par George Mostow pour des réseaux uniformes et étendu au cas général par Gopal Prasad).
Le théorème de superrigidité de Margulis étend cet énoncé au cas des morphismes (pas forcément injectifs) d'un réseau d'un groupe de Lie simple vers un autre groupe de Lie dont l'image n'est pas forcément un réseau (il suffit qu'elle soit de fermeture de Zariski semisimple, et non-bornée), dans le cas où le rang du groupe source est plus grand que 2. C'est un élément essentiel de la preuve du théorème d'arithméticité.